# Iluminacja (filozofia)
Iluminacja (łac. illuminatio) w filozofii – określenie poznania prawd wiecznych przez wewnętrzne oświecenie.

## Augustyn z Hippony

### Iluminacja, stworzenie i aniołowie
W refleksji Augustyna z Hippony, będącej interpretacją biblijnego opisu stworzenia świata (Heksaemeron), aniołowie zostali stworzeni pierwszego dnia. Bóg stworzył niebo i ziemię oraz światłość (por. Rdz 1,1-3). Niebo i światłość to symbole świata duchowego, rozumnego. Powołanie do istnienia światłości było faktycznie powołaniem do istnienia stworzeń duchowych. Ciemności zaś są symbolem nieuformowanej rzeczywistości, „ziemi, która była bezładem” (Rdz 1,2). Aniołowie jako duchowe istoty rozumne nie tylko posiadają światło duchowe, ale są światłem (por. Komentarz słowny do Księgi Rodzaju V,13.30). Inaczej ludzie, którzy światło duchowe przyjmują od światła stwarzającego, od Słowa. Aniołowie nie mają w sobie różnicy między formą a tym co ma być uformowane, są stworzeni jako doskonali w swym bycie, ich oświecenie, iluminacja jest tożsama z ich stworzeniem. W Państwie Bożym Augustyn pisał:

Jeżeli tak się rzeczy mają, to duchy owe, które zwiemy aniołami, w żaden sposób nie mogły na początku istnieć przez czas pewien jako duchy ciemności, lecz w chwili swojego stworzenia od razu stały się światłością (XI,11, por. XII,9).

Będąc światłem zwracają się ku Stwórcy w tym samym momencie, w którym są stworzeni (Komentarz słowny do Księgi Rodzaju I,9,17). Funkcja aniołów w dalszym ciągu dzieła stwórczego Boga, współpracy ze Słowem Boga, wynika z ich natury, z tego że są światłem duchowym. Nadają oni formę ciałom, są oświeceniem tego co ciemne (por. Niedokończony komentarz słowny do Księgi Rodzaju 8,30). Ta funkcja jest możliwa dzięki temu, że mają oni jednoczesne, równoległe poznanie rzeczy – to, jakimi są w Bogu jako idee wieczne i jakimi są w sobie samych (por. Komentarz słowny do Księgi Rodzaju IV,29.46). Te dwa poznania, według Augustyna, oznaczane są przez „wieczór i poranek” każdego dnia stworzenia. Poznanie stworzeń przez stworzenia (creaturam per creaturam) jest niejasne jakby w zwierciadle (por. 1 Kor 13,12; por. Wyznania XII, 13.16) – jest więc oznaczane przez wieczór. Poznanie rzeczy przez Stwórcę (łac. creaturam per Creatorem) jest jednoczesne i w całości, jest jasnym widzeniem natury rzeczy w Bogu, stąd oznaczane jest przez poranek (por. Komentarz słowny do Księgi Rodzaju IV,30.47, por. IV,23.40-24.41; Państwo Boże XI,29; Wyznania XII, 9.9 oraz 15.20). Aniołowie są wzorem dla stworzeń doczesnych, między nimi a stworzeniem materialnym jest bowiem różnica ontologiczna. Świadomość tej różnicy stała się dotkliwa po grzechu pierworodnym (Przeciwko manichejczykom komentarz do Księgi Rodzaju II,9.12). Aniołowie w swym doskonałym bycie ukazują spełnienie się wieków, wieczne odpocznienie, poznanie bezpośrednie Boga – wszystko to jako potencjalnie możliwe, jako rzeczywistość eschatologiczna.

### Poznanie człowieka
Według św. Augustyna: wiedzy, o którą na próżno zabiegamy przyrodzonymi władzami naszego umysłu, Bóg udziela duszy drogą oświecenia (illuminatio). Prawdy wieczne, rzeczywistość duchową, o której Platon mówił jako o świecie idei, w pełni można poznać tylko dzięki iluminacji, czyli nadprzyrodzonemu światłu udzielonemu umysłowi przez Boga. Teoria poznania Augustyna była bliska klasycznemu platonizmowi. Augustyn przyjmował całkowitą niezdolność poznania zmysłowego w odniesieniu do poznania duchowego. Pisał o tym w Wyznaniach:

Cóż więc miłuję, kiedy miłuję mojego Boga? Kimże jest Ten, który przewyższa głowę mojej duszy? Mam wstępować ku Niemu poprzez samą tylko duszę moją.

Dalej Doktor Kościoła kontynuuje swą myśl, odnosząc się do innej części duszy ludzkiej – tej, która jest wspólna ze zwierzętami i nie ma w sobie pierwiastka racjonalnego, nie może więc poznawać Boga:

Przekroczę więc tę moją moc, dzięki której ściśle łączę się z ciałem i życiodajnie napełniam tego towarzysza mej duszy. Tą mocą bowiem nie odnajdę mojego Boga. Gdyby była ona do tego zdolna, to pojąłby Go i koń i muł bez rozumu (por. Ps. 31,9) – mają przecież tę moc, ożywia ona ich ciała.

Następnie Augustyn opisuje część zmysłową duszy, również wspólną ze zwierzętami:

Jest jeszcze inna moc, przez którą nie tylko ożywiam ciało, ale i nadaję mu zdolność odczuwania zmysłowego. Tę moc, którą uczynił dla mnie Pan, nie nakazując oku słyszenie, a uchu patrzenie – lecz oku, aby widziało, a uchu, by słyszało (por. Rz 11, 8). Również każdemu z pozostałych zmysłów wyznaczył właściwe im miejsca i funkcje. Wszystkie te rozmaite funkcje podejmuję za ich pośrednictwem ja – jeden duch. Przekroczę i tę moc moją, bowiem i ją posiadają koń i muł – i one bowiem odczuwają przez ciało. Wyjdę więc i poza tę [moc] mojej natury, stopniowo wstępując ku Temu, który mnie stworzył

Według Augustyna człowiek ma w sobie zdolność poznania rzeczywistości Bożej, gdyż został stworzony jako capax Dei (łac.), dosł. zdolny /do obcowania/ z Bogiem. Zdolność tę człowiek utracił poprzez popadnięcie w stan niesprawiedliwości / (łac.) reatus / wskutek grzechu pierworodnego. Poznania prawd wiecznych Augustyn nie rozumiał jako czegoś, co dokonuje się jedynie na drodze rozumowania. Do zrozumienia ich, podobnie jak u Platona, można dojść tylko na drodze bezpośredniego kontaktu z nimi. Augustyn jednak jednoznacznie stwierdzał, że jest to możliwe jedynie dzięki Jezusowi Chrystusowi. W Wyznaniach pisał o tym, że platończycy znali Ojczyznę, nie znali jednak drogi prowadzącej do niej. Drogę tę Augustyn odnalazł studiując Pismo Święte.
Studia teoretyczno-filozoficzne mogą przygotowywać człowieka do tego kontaktu, lecz jedynie życie duchowe może go na to poznanie otworzyć. Jest ono darem Boga, dzięki pośrednikowi, którym jest Jezus Chrystus (por. Hbr 9,15), i Jego inicjatywą. Poznania prawd wiecznych nie można sobie zapewnić własnym wysiłkiem, gdyż jest on zawsze nieadekwatny i skończony w stosunku do nieskończoności Boga.

## Bonawentura
Według św. Bonawentury iluminacja to udzielenie człowiekowi wiedzy o Bogu.